# Col de la Cayolle
El col de la Cayolle (el. 2.326 m) es un paso de alta montaña en los Alpes franceses en la frontera entre los departamentos de Alpes-Maritimes y Alpes-de-Haute-Provence en Francia.
Conecta Barcelonnette en el Valle de Ubaye y Saint-Martin-d'Entraunes.
Se encuentra paralelo al Col d'Allos y al Col de la Bonette en el parque nacional de Mercantour.
El río Var tiene su nacimiento cerca del puerto.
La carretera conduce a las gargantas de roca roja de Daluis.

## Detalles de la subida

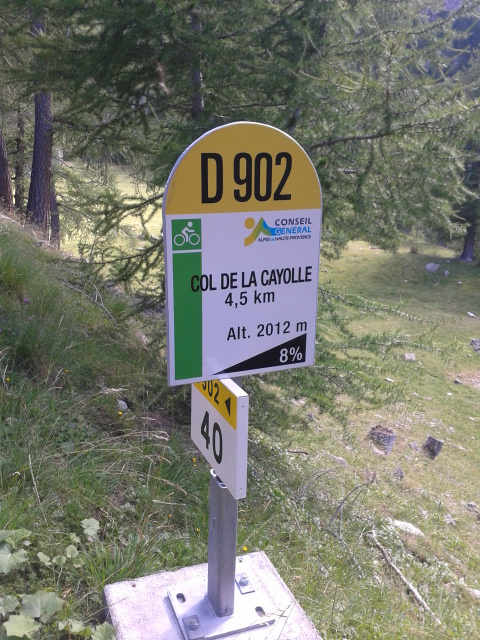
Uno de los hitos ciclistas del puerto en la subida desde la Barcelonette

La vertiente norte, desde Barcelonette, tiene una longitud de 29,15 km, subiendo 1.190 m a una media del 4,1%. En esta vertiente se colocan hitos ciclistas cada kilómetro. Indican la altura actual, la distancia a la cima, la pendiente media en el siguiente paso, así como el número de la calle (D902)
Partiendo de Saint-Martin-d'Entraunes, la subida es de 20,5 km con un desnivel de 1.291 m, lo que supone una media del 6,3%. En esta vertiente no hay ninguna señalización para los ciclistas. Sin embargo, cada kilómetro una señal indica la altitud, así como la distancia a la cima (subida) o a los próximos pueblos (subida y bajada).

## Cicloturismo
Junto con el Col des Champs y el Col d'Allos, forma parte de un popular viaje de ida y vuelta para los ciclistas.